# RewirpowerSTADION
O RewirpowerSTADION (até Julho de 2006: Ruhrstadion) é um estádio de futebol localizado na cidade de Bochum, na Renânia do Norte-Vestfália, na Alemanha.
Foi inaugurado em 21 de Julho de 1979 num jogo entre o Bochum e o SG Wattenscheid 09. Originalmente foi projetado para receber públicos de até 50 000 espectadores. Hoje tem capacidade para receber até 31 328.
É a casa do clube da Bundesliga VfL Bochum. O nome vem de um contrato de naming rights de cinco anos de duração.